# Mansueto Savelli
Mansueto Savelli (Roma?, ... – Milano, 681) fu arcivescovo di Milano dal 672 al 681.

## Biografia
Originario probabilmente di Roma, era stato scelto dal pontefice in quanto membro della ricchissima e potentissima famiglia romana dei Savelli, che imperava sulla città e che annoverò tra le proprie fila anche un altro santo, un pontefice e molti uomini di chiesa del tempo, che ricoprirono gli incarichi più prestigiosi della corte pontificia.
Nel 679 radunò a Milano i propri vescovi provinciali per un sinodo per contrastare il diffondersi dell'eresia del monotelismo e scrisse una lettera all'imperatore Costantino IV, ricomponendo così la diocesi intorno ad un'unica figura dell'arcivescovo metropolita. Pare che le sue disposizioni sinodali vennero tenute in grande considerazione da papa Agatone quando quest'ultimo convocò il Terzo concilio di Costantinopoli nel 680.
Morì a Milano nel 681.

## Posizioni teologiche
Mansueto sostenne fortemente la posizione teologica del duotelismo di Gesù: ciò consisteva nel credere che in Gesù fossero presenti sia una volontà divina che umana. Secondo il vescovo, tale posizione era più vicina a una lettura maggiormente profonda del Vangelo e per questo si scagliò contro i sostenitori del monotelismo.